# 2016 w literaturze
Wydarzenia literackie w 2016 roku.

## Wydarzenia

### Niemcy
- W dniach 23–26 marca odbyły się Lipskie Targi Książki (Leipziger Buchmesse)
- W dniach 19–23 października odbyły się Targi Książki we Frankfurcie nad Menem

### Polska
- Rok 2016 ustanowiono Rokiem Henryka Sienkiewicza
- W dniach 19–22 maja na Stadionie Narodowym odbyły się Warszawskie Targi Książki
- 3 września odbyło się Narodowe Czytanie Sienkiewiczowskiego Quo vadis pod patronatem pary prezydenckiej
- W dniach 16–18 września odbył się w Siennej i Stroniu Śląskim festiwal Stacja Literatura
- W dniach 23–25 września odbył się Poznański Festiwal Kryminału GRANDA
- W dniach 23–26 września odbył się w Gorlicach Festiwal im. Zygmunta Haupta
- W dniach 24–30 października odbył się w Krakowie 8. Festiwal Conrada
- W dniach 27–30 października odbyły się Międzynarodowe Targi Książki w Krakowie
- W dniach 24–27 listopada odbyły się Targi Książki Historycznej w Warszawie

## Proza beletrystyczna i literatura faktu

### Język polski
- Marta Abramowicz – Zakonnice odchodzą po cichu (Wydawnictwo Krytyki Politycznej)[1]
- Pola Andrus – Morderstwo w pensjonacie (Psychoskok)[2]
- Ludwik Artel – Foka (Wydawnictwo Novae Res)[3]
- Joanna Bagrij – Oddech śmierci (Wydawnictwo Czarna Kawa)[4]
- K.M. Bakow – Jeśli zapomniałeś, przypomnę (Fundacja Ludzie-Innowacje-Design)[5]
- Iwona Banach
  - Czarci krąg (Szara godzina)[6]
  - Maski zła (Szara godzina)[7]
- Artur Baniewicz – Pięć dni ze swastyką (Znak)[8]
- Ewa Barańska
  - Miłość Pauli A. (Wydawnictwo Klin)[9]
  - Przypadki blondynki czyli... Defiladowy krok na podmokłym terenie (Wydawnictwo Klin)[10]
- Grzegorz Bartos – Cukiereczek (Wydawnictwo Sumptibus)[11]
- Bartłomiej Basiura – Waga (Wydawnictwo Videograf)[12]
- Joanna Bator – Rok królika (Znak)[13]
- Wojciech Bauer – Pora chudych myszy (Wydawnictwo Videograf)[14]
- Agnieszka Bernat – Zbrodnie w Nickelswalde (Wydawnictwo Novae Res)[15]
- Krzysztof Beśka – Rikszą do nieba (Wydawnictwo Melanż)[16]
- Max Bilski – Zła krew (Wydawnictwo Videograf)[17]
- Katarzyna Bonda – Lampiony (Muza)[18]
- Katarzyna Boni – Ganbare!: warsztaty umierania (Agora)[19]
- Karina Bonowicz – I tu jest bies pogrzebany (Czwarta Strona)[20]
- Igor Brejdygant – Paradoks (Wydawnictwo Marginesy)[21]
- Jadwiga Bryczkowka – Papieski manuskrypt (Wydawnictwo Klin)[22]
- Dariusz Bugalski – Wirus (Helion)[23]
- Tadeusz Cegielski – Głowa : opowieść nocy zimowej (Wydawnictwa Uniwersytetu Warszawskiego)[24]
- Leszek Celer – Stąd nie widać gwiazd (Wydawnictwo Novae Res)[25]
- Elżbieta Cherezińska
  - Harda (Zysk i S-ka)[26]
  - Królowa (Zysk i S-ka)[27]
- Wojciech Chmielarz – Osiedle marzeń (Wydawnictwo Czarne)[28]
- Michał Jan Chmielewski – Złe (Genius Creations)[29]
- Michał Cholewa – Inwit (WarBook)[30]
- Marek Chrzanowski – Spotkaliśmy się za wcześnie (Wydawnictwo Bernardinum)[31]
- Zbigniew Chrząszcz – Pod podszewką magii (Wydawnictwo Novae Res)[32]
- Sylwia Chutnik – Smutek cinkciarza (Od deski do deski)[33]
- Stefan Chwin – Srebrzysko (Wydawnictwo Tytuł)[34]
- Ryszard Cichy – Naprędce napisana historia (Wydawnictwo Poligraf)[35]
- Jerzy Ciszewski – Ojciec '44 (Wydawnictwo Czarna Owca)[36]
- Marcin Ciszewski
  - Kapitan Jamróz (WarBook)[37]
  - Tygrys (WarBook)[38]
- Mirosław Czarnecki – Wydział (Wydawnictwo Novae Res)[39]
- Jakub Ćwiek – Grimm city. Wilk! (Wydawnictwo Sine Qua Non)[40]
- Ryszard Ćwirlej – Śliski interes (Muza)[41]
- Jacek Dehnel – Krivoklat (Znak Literanova)[42]
- Artur Domosławski – Wykluczeni (Wydawnictwo Wielka Litera)[43]
- Anna Dziewit-Meller – Góra Tajget (Wydawnictwo Wielka Litera)[44]
- Wojciech Engelking – Lekcje anatomii doktora D. (Wydawnictwo Literackie)[45]
- Krzysztof Eska – Paskud, czyli Życiowe lekcje nauczyciela narkomana (Wydawnictwo Bila)[46]
- Arkady Paweł Fiedler – Maluchem przez Afrykę (Wydawnictwo Muza)[47]
- Grzegorz Filip – Pomiędzy (Volumen)[48]
- Robert Foryś – Gambit hetmański (Wydawnictwo Otwarte)[49]
- Michał Głowiński – Carska filiżanka (Wydawnictwo Wielka Litera)[50]
- Michał Gołkowski
  - Komornik (Fabryka Słów)[51]
  - Königsberg (Fabryka Słów)[52]
  - Moskal (Fabryka Słów)[53]
- Agnieszka Hałas – Olga i osty (W.A.B.)[54]
- Katarzyna Hordyniec – Poza czasem szukaj (Prószyński i S-ka)[55]
- Joanna Jodełka – Wariatka (Świat Książki)[56]
- Anna Kańtoch – Łaska (Wydawnictwo Czarne)[57]
- Marta Kisiel – Siła niższa (Wydawnictwo Uroboros)
- Iza Klementowska – Szkielet białego słonia (Wydawnictwo Czarne)[58]
- Hubert Klimko-Dobrzaniecki – Zostawić Islandię (Noir sur Blanc)[59]
- Magdalena Knedler
  - Nic oprócz milczenia (Wydawnictwo Czwarta Strona)[60]
  - Nic oprócz strachu (Wydawnictwo Czwarta Strona)[61]
  - Winda (Wydawnictwo JanKa)[62]
- Justyna Kopińska – Polska odwraca oczy (Świat Książki)[63]
- Magdalena Kordel – Anioł do wynajęcia (Znak)[64]
- Hanna Kowalewska – Cztery rzęsy nietoperza (Wydawnictwo Literackie)[65]
- Marika Krajniewska – Białe noce (Wydawnictwo Papierowy Motyl)[66]
- Wojciech Kuczok – Proszę mnie nie budzić (W.A.B.)[67]
- Igor Kulikowski – Historie, w których nic się nie dzieje (Wydawnictwo Papierowy Motyl)[68]
- Michał Larek, Waldemar Ciszak – Mężczyzna w białych butach (Wydawnictwo Czwarta Strona)[69]
- Joanna Lech – Sztuczki (Wydawnictwo Nisza)
- Agnieszka Lingas-Łoniewska
  - Jesteś moja, dzikusko (Wydawnictwo Novae Res)[70]
  - Piętno Midasa (Wydawnictwo Novae Res)[71]
- Cezary Łazarewicz – Żeby nie było śladów (Wydawnictwo Czarne)[72]
- Jakub Małecki – Ślady (Wydawnictwo Sine Qua Non)[73]
- Joanna Marat – Madonny z ulicy Polanki (Prószyński i S-ka)[74]
- Katarzyna Michalak
  - Leśna polana (Społeczny Instytut Wydawniczy „Znak”)[75]
  - Mistrz (Wydawnictwo Między Słowami)[76]
  - Spełnienia marzeń! (Wydawnictwo Literackie)[77]
  - Zemsta (Wydawnictwo Między Słowami)[78]
- Katarzyna Berenika Miszczuk
  - Szeptucha (W.A.B.)[79]
  - Noc Kupały (W.A.B.)[80]
- Remigiusz Mróz
  - Behawiorysta (Wydawnictwo Filia)[81]
  - Głębia osobliwości (Wydawnictwo Czwarta Strona)[82]
  - Immunitet (Wydawnictwo Czwarta Strona)[83]
  - Przewieszenie (Wydawnictwo Filia)[84]
  - Rewizja (Wydawnictwo Czwarta Strona)[85]
  - Świt, który nie nadejdzie (Wydawnictwo Czwarta Strona)[86]
  - Trawers (Wydawnictwo Filia)[87]
  - W cieniu prawa (Wydawnictwo Czwarta Strona)[88]
- Stanisław Aleksander Nowak – Galicyanie (W.A.B.)[89]
- Marta Obuch – Francuski piesek (Wydawnictwo Filia)[90]
- Martyna Ochnik – Zabrali Janka (Akces)[91]
- Agnieszka Olejnik – Nieobecna (Wydawnictwo Czwarta Strona)[92]
- Joanna Opiat-Bojarska
  - Bestseller (Wydawnictwo Czarna Owca)[93]
  - Gra pozorów (Wydawnictwo Czwarta Strona)[94]
  - Niebezpieczna gra (Wydawnictwo Czwarta Strona)[95]
- Zośka Papużanka – On (Znak)[96]
- Agata Przybyłek
  - Bez ciebie (Wydawnictwo Czwarta Strona)[97]
  - Grzechu warta (Wydawnictwo Czwarta Strona)[98]
  - Nieszczęścia chodzą stadami (Wydawnictwo Czwarta Strona)[99]
  - Takie rzeczy tylko z mężem (Wydawnictwo Czwarta Strona)[100]
- Marcin Przybyłek – Orzeł Biały (Rebis)[101]
- Katarzyna Puzyńska
  - Dom czwarty (Prószyński Media)[102]
  - Łaskun (Prószyński Media)[103]
- Katarzyna Rupiewicz – Redlum (Genius Creations)[104]
- Monika Siuda – Uprowadzone (Wydawnictwo Poligraf)[105]
- Paweł Smoleński – Zielone migdały, czyli po co światu Kurdowie (Wydawnictwo Czarne)[106]
- Natasza Socha – Biuro przesyłek niedoręczonych (Wydawnictwo Pascal)[107]
- Natalia Sońska – Obudź się, Kopciuszku (Wydawnictwo Czwarta Strona)[108]
- Marek Stelar – Cień (Videograf)[109]
- Wojciech Szlęzak – Cień jabłoni (Wydawnictwo JanKa)[110]
- Robert J. Szmidt
  - Ucieczka z raju (Rebis)[111]
  - Wieża (Insignis)[112]
- Szczepan Twardoch – Król (Wydawnictwo Literackie)[113]
- Aleksandra Tyl – Karmelowa jesień (Wydawnictwo Prozami)[114]
- Dominika Węcławek – Upadła świątynia (Fabryka Słów)[115]
- Weronika Wierzchowska – Życie tak zwyczajne (Prószyński Media)[116]
- Karolina Wilczyńska
  - Dasz radę, Nataszo (Wydawnictwo Czwarta Strona)[117]
  - Ja, kochanka (Wydawnictwo Czwarta Strona)[118]
  - Po nitce do szczęścia (Wydawnictwo Czwarta Strona)[119]
  - Serce z bibuły (Wydawnictwo Czwarta Strona)[120]
- Janusz Leon Wiśniewski – Udręka braku pożądania (Wydawnictwo Literackie)[121]
- Maja Wolny – Czarne liście (Wydawnictwo Czarna Owca)[122]
- Magdalena Witkiewicz
  - Cześć, co słychać? (Wydawnictwo Filia)[123]
  - Pracownia dobrych myśli (Wydawnictwo Filia)[124]
- Marcin Wroński – Portret wisielca (W.A.B)[125]
- Iwona Żytkowiak – Świat Ruty (Prószyński i S-ka)[126]

#### Tłumaczenia
- Michal Ajvaz – Podróż na Południe (Cesta na jih), przeł. Leszek Engelking (Książkowe Klimaty)[127]
- Isabel Allende – Japoński kochanek (El amante japones), przeł. Joanna Ostrowska, Grzegorz Ostrowski (Wydawnictwo Muza)[128]
- Margaret Atwood – Serce umiera ostatnie (The heart goes last), przeł. Małgorzata Maruszkin (Wydawnictwo Wielka Litera)[129]
- Catherine Banner – Dom na skraju nocy (House at the edge of night), przeł. Hanna Pasierska (Prószyński Media)[130]
- Annie Barrows – Opowiem ci pewną historię (The Truth According to Us), przeł. Edyta Jaczewska (Świat Książki)[131]
- Simon Beckett – Zimne ognie (Where there's smoke), przeł. Piotr Kaliński (Wydawnictwo Czarna Owca)[132]
- Ivan Binar – Siedem rozdziałów z życia Václava Netušila albo Rowerem dookoła świata (Sedm kapitol ze života Václava Netušila aneb S kolem kolem světa), przeł. Dorota Dobrew (Wydawnictwo Amaltea)[133]
- Robert Bryndza – Dziewczyna w lodzie (Girl in the ice), przeł. Emilia Skowrońska (Wydawnictwo Filia)[134]
- Milena Busquets – I to przeminie (También esto pasará), przeł. Maria Mróz (Wydawnictwo Czarna Owca)[135]
- Cristina Caboni – Zapach perfum (Il sentiero dei profumi), przeł. Aneta Banasik (Sonia Draga)[136]
- Jaume Cabré – Cień eunucha(L'ombra de l'eunuc), przeł Anna Sawicka (Wydawnictwo Marginesy)[137]
- Mary Chamberlain – Krawcowa z Dachau (The Dressmaker of Dachau), przeł. Dominika Lewandowska (Świat Książki)[138]
- Cassandra Clare – Pani Noc (Lady Midnight), przeł. Małgorzata Strzelec, Wojciech Szypuła (Wydawnictwo Mag)[139]
- Evan Currie – Na srebrnych skrzydłach (On silver wings), przeł. Justyn Łyżwa, (Wydawnictwo Drageus)[140]
- Joseph Delaney
  - Arena 13, przeł. Paulina Braiter (Wydawnictwo Jaguar)[141]
  - Rytuał, przeł. Paulina Braiter (Wydawnictwo Jaguar)[142]
- Don Delillo – Gwiazda Ratnera (Ratner's star), przeł. Robert Sudół (Noir sur Blanc)[143]
- Susan Dennard – Prawdodziejka (Truthwitch), przeł. Regina Kołek, Maciej Pawlak (Wydawnictwo SQN)[144]
- Janet Evanovich
  - Smakowita piętnastka (Finger Lickin' Fifteen), przeł. Dominika Repeczko (Fabryka Słów)[145]
  - Obłędna szesnastka (Sizzling Sixteen), przeł. Dominika Repeczko (Fabryka Słów)[146]
  - Płomienna siedemnastka (Smokin' Seventeen), przeł. Dominika Repeczko (Fabryka Słów)[147]
- Joseph Jefferson Farjeon – Zagadka w bieli (Mystery in white), przeł. Zbigniew A. Królicki (Zysk i S-ka)[148]
- Viktor Fischl – Pieśń koguta, przeł. Krzysztof Rejmer (Czytelnik)[149]
- Sebastian Fitzek – Pasażer 23, przeł. Barbara Tarnas (Amber)[150]
- Richard Flanagan – Klaśnięcie jednej dłoni, przeł. Robert Sudół (Wydawnictwo Literackie)[151]
- Gustave Flaubert – Szkoła uczuć, przekład, wstęp i komentarze Ryszard Engelking (Wydawnictwo Sic!)
- Lauren Groff – Fatum i furia, przeł. Mateusz Borowski (Znak)[152]
- Rosalie Ham – Projektantka (The Dressmaker), przeł. Katarzyna Wdowska (Wydawnictwo W.A.B.)[153]
- Jørn Lier Horst
  - Gdy mrok zapada (Når det mørkner), przeł. Karolina Drozdowska (Smak Słowa)[154]
  - Szumowiny (Bunnfall), przeł. Milena Skoczko (Smak Słowa)[155]
  - Ślepy trop (Blindgang), przeł. Karolina Drozdowska (Smak Słowa)[156]
  - Zagadka dna morskiego (Undervannsgåten), przeł. Milena Skoczko (Smak Słowa)[157]
  - Zagadka hien cmentarnych (Gravrøvergåten), przeł. Milena Skoczko (Smak Słowa)[158]
- Miljenko Jergović – Wilimowski, przeł. Magdalena Petryńska (Książkowe Klimaty)[159]
- Jonas Karlsson – Rachunek (Fakturan), przeł. Patrycja Włóczyk (Znak)[160]
- Shari Lapena – Para zza ściany (Couple next door), przeł. Piotr Kuś (Zysk i S-ka)[161]
- Robert Littel – Dzieci Abrahama : powieść o współsprawstwie (Vicious circle), przeł. Jan Kraśko (Noir sur Blanc)[162]
- Maja Lunde – Historia pszczół: powieść, przeł. Anna Marciniakówna (Wydawnictwo Literackie)[163]
- Sándor Márai – Trzydzieści srebrników (Harminc ezüstpénz), przeł. Irena Makarewicz (Fundacja Zeszytów Literackich)[164]
- Santa Montefiore – Paryska nieznajoma (The Summer House), przeł. Ewa Westwalewicz-Mogilska (świat Książki)[165]
- Raphael Montes – Dziewczyna w walizce (Dias Perfeitos), przeł. Jacek Konieczny (Wydawnictwo Filia)[166]
- Vanessa Montfort – Legenda niemej wyspy, przeł. Anna Magdalena Jankowska (Świat Książki)[167]
- Toni Morrison – Skóra (God Help the Child), przeł. Jolanta Kozak (Świat Książki)[168]
- Scholastique Mukasonga – Maria Panna Nilu, przeł. Anna Biłos (Czwarta Strona)[169]
- Wiktor Noczkin
  - Lichwiarz, przeł. Michał Gołkowski (Fabryka Słów)[170]
  - Łańcuch pokarmowy, przeł. Michał Gołkowski (Fabryka Słów)[171]
- Amelia Noguera – Malarka gwiazd (La pintora de estrellas), przeł. Marzena Chrobak (Rebis)[172]
- Chigozie Obioma – Rybacy (Fishermen), przeł. Sebastian Musielak (Wydawnictwo Literackie)[173]
- James Patterson, Marshall Karp – Zdążę cię zabić, przeł. Alina Patkowska (HarperCollins Polska)
- Siri Pettersen
  - Dziecko Odyna (Odinsbarn), przeł. Anna Krochmal, Robert Kędzierski (Dom Wydawniczy Rebis)[174]
  - Zgnilizna (Råta), przeł. Anna Krochmal, Robert Kędzierski (Dom Wydawniczy Rebis)[175]
- Christopher Priest – Odwrócony świat (Inverted world), przeł. Robert Waliś (Wydawnictwo Mag)[176]
- Zachar Prilepin – Klasztor (Обитель), przeł. Ewa Rojewska-Olejarczuk (Czwarta Strona)[177]
- Luanne Rice – Cytrynowy sad (The Lemon Orchard), przeł. Alicja Laskowska (Wydawnictwo Kobiece)[178]
- Jaroslav Rudiš – Aleja Narodowa (Národní třída), przeł. Katarzyna Dudzic-Grabińska (Książkowe Klimaty)[179]
- Nathalie Sarraute – Tropizmy (Tropismes), przeł. Szymon Żuchowski (Biuro Literackie)[180]
- James Schuyler – Alfred i Ginewra (Alfred and Guinevere), przeł. Marcin Szuster, posłowie John Ashbery (Państwowy Instytut Wydawniczy)[181]
- Marcel Schwob – Żywoty urojone i inne prozy, przeł. Wincenty Korab-Brzozowski, Bronisława Ostrowska. Zenon Przesmycki-Miriam, Leon Schiller, posłowiem opatrzył Jan Gondowicz (Państwowy Instytut Wydawniczy)
- Mia Sheridan
  - Bez słów (Archer's voice), przeł. Martyna Tomczak (Wydawnictwo Otwarte)[182]
  - Stinger. Żądło namiętności (Stinger), przeł. Marta Czub (Wydawnictwo Septem)[183]
- Elizabeth Strout
  - Bracia Burgess (The Burgess boys), przeł. Małgorzata Maruszkin (Wydawnictwo Wielka Litera)[184]
  - Mam na imię Lucy (My name is Lucy Barton), przeł. Bohdan Maliborski (Wydawnictwo Wielka Litera)[185]
- Erika Swyler – Księga wieszczb (The book of speculation), przeł. Magdalena Nowak (Wydawnictwo Czarna Owca)[186]
- Paul Tremblay – Głowa pełna duchów (A head full of ghosts), przeł. Marcin Kiszela (Wydawnictwo Papierowy Księżyc)[187]
- Linn Ullmann – We mgle, przeł. Iwona Zimnicka (Wydawnictwo W.A.B.)[188]
- Jan Waletow – Ziemia niczyja, przeł. Ewa Białołęcka (Fabryka Słów)[189]
- Angus Watson(inne języki) – Żelazna wojna (Clash of iron), przeł. Maciej Pawlak (Fabryka Słów)[190]
- Hanya Yanagihara – Małe życie, przeł. Jolanta Kozak (Wydawnictwo W.A.B.)[191]

### Inne
- N.K. Jemisin – Wrota obelisków (Orbit Books)[192]
- J.D. Vance – Elegia dla bidoków (Harper)

## Wywiady

### Język polski

#### Pierwsze wydania
- Marek Nowakowski – Tak zapamiętałem (Zysk i S-ka)
- Zawsze nie ma nigdy. Jerzy Pilch w rozmowach z Eweliną Pietrowiak (Wydawnictwo Literackie)

#### Tłumaczenia
- Herta Müller, rozmawia Angelika Klammer, przeł. Katarzyna Leszczyńska (Czarne)
- Vladimir Nabokov – Własnym zdaniem, przeł. Michał Szczubiałka (Aletheia)

## Dzienniki, autobiografie, pamiętniki

### Język polski
- Edward Woyniłłowicz – Wspomnienia 1847–1928. Część 2.[193]

#### Tłumaczenia
- Sameem Ali – W domowej niewoli (Belonging), przeł. Katarzyna Rosłan (Świat Książki)[194]
- Sándor Márai – Dziennik 1943-1948, przeł. Teresa Worowska (Spółdzielnia Wydawnicza „Czytelnik”)

## Eseje, szkice i felietony

### Język polski

#### Pierwsze wydania
- Przemysław Czapliński – Poruszona mapa (Wydawnictwo Literackie)
- Wacław Radziwinowicz – Crème de la Kreml : 172 opowieści o Rosji (Agora)[195]

#### Tłumaczenia
- Leonid Biezyn – Anton Czechow. Droga na wyspę katorżników, przeł. Renata Lis (Wydawnictwo Sic!)
- Jun’ichirō Tanizaki – Pochwała cienia, przeł. Henryk Lipszyc (Karakter)
- Sołomon Wołkow – Czarodziejski chór, przeł. Wojciech Stanisławski (Wydawnictwo Sic!)

## Dramaty
- Jarosław Marek Rymkiewicz – Dwór nad Narwią. Dramaty, wybór i wstęp Tomasz Bocheński (Instytut Badań Literackich. Dramat Polski. Reaktywacja)

## Poezja

### Język czeski

#### Pierwsze wydania
- Ivan Wernisch – Spokojne miasto (Tiché město, Druhé město)

### Język polski

#### Pierwsze wydania
- Marek Czuku – Igły i szpilki (Wydawnictwo Forma)[196]
- Janusz Drzewucki – Rzeki Portugalii (Towarzystwo Przyjaciół Sopotu)[197]
- Leszek Engelking – Suplement (Dom Literatury w Łodzi)[198]
- Rafał Gawin – Zachód słońca w Kur widołach (Łódzki Dom Kultury; Wydawnictwo Kwadratura)[199]
- Julia Hartwig – Spojrzenie (a5)[200]
- Anna Janko – Miłość, śmierć i inne wzory (Wydawnictwo Literackie)[201]
- Wojciech Kass – Pocałuj światło. 89 wierszy (Iskry)[202]
- Jerzy Kronhold – Skok w dal (Wydawnictwo Literackie)[203]
- Małgorzata Lebda – Matecznik (WBPiCAK)[204]
- Joanna Lech – Trans (Instytut Mikołowski)[205]
- Jarosław Mikołajewski – Żebrak (Wydawnictwo Literackie)[206]
- Piotr Mitzner
  - Klerk w studni (TCHU)
  - Polak mały („tCHU”)[207]
- Anna Piwkowska – Wyspa Nieborów. Wybór poezji z lat 1990-2015 (Znak)[208]
- Dorota Podgórzak – Zawrócona (Wydawnictwo Unitas)[209]
- Maciej Robert – Nautilus (WBPiCAK)[210]
- Tomasz Różycki – Litery (Wydawnictwo a5)[211]
- Krzysztof Siwczyk – Jasnopis (Wydawnictwo a5)[212]
- Marcin Świetlicki – Drobna zmiana (Wydawnictwo a5)[213]
- Eugeniusz Tkaczyszyn-Dycki – Nie dam ci siebie w żadnej postaci (Lokator)[214]
- Bohdan Zadura – Już otwarte (Biuro Literackie)[215]
- Joanna Żabnicka – Ogrodnicy z Marly (WBPiCAK)
- Tytus Żalgirdas – MITYfikacje (Dom Literatury w Łodzi, Stowarzyszenie Pisarzy Polskich Oddział w Łodzi)

#### Antologie
- Przewodnik po zaminowanym terenie. Helikopter. Antologia tekstów z lat 2011–2015, wybór i opracowanie Krzysztof Śliwka, Marek Śnieciński (Ośrodek Postaw Twórczych/Biuro Festiwalowe IMPART)
- Warkoczami. Antologia nowej poezji, red. Joanna Mueller, Sylwia Głuszak, Beata Gula (Staromiejski Dom Kultury)

#### Tłumaczenia
- Vanni Bianconi – Wymówisz moje imię, przeł. Joanna Wajs (Instytut Kultury Miejskiej, słowo/obraz terytoria)
- Paula Bonzalongo – Śnić to odgadywać, przeł, Marcin Kurek (Instytut Kultury Miejskiej)
- Goran Čolakhodzić – Za ogrodem, przeł. Dorota Jovanka Ćirlić (Instytut Kultury Miejskiej)
- Jonathan Edwards – Moja rodzina i inni superbohaterowie, przeł. Maciej Świerkocki (Instytut Kultury Miejskiej)
- Yahya Hassan – Wiersze, przeł. Bogusława Sochańska (Instytut Kultury Miejskiej, słowo/obraz terytoria)
- Wasyl Machno – Express „Venezia”, przeł. Bohdan Zadura (Instytut Mikołowski)
- Sándor Márai – Wiersze, przeł. Jerzy Snopek (Pogranicze)
- Fernando Pessoa – Poezje zebrane, Álvaro de Campos, przeł. Wojciech Charchalis (Wydawnictwo Lokator)
- Adrienne Rich – 21 wierszy miłosnych, przeł. Jakub Głuszak (Biuro Literackie)
- Tibullus – Elegie miłosne, przekład, wstęp i komentarz Aleksandra Arndt (Wydawnictwo Homini)
- Gjoko Zdraveski – Ciało pamięta wszystko, przeł. Danuta Ćirlić-Straszyńska (Instytut Kultury Miejskiej)

#### Antologie tłumaczeń poezji
- Leszek Engelking, Andrzej Szuba – Obraz i wir. Antologia anglo-amerykańskiego imagizmu (Instytut Badań Literackich PAN, Fundacja „Centrum Międzynarodowych Badań Polonistycznych”)
- Grzegorz Walczak (wybór i tłumaczenie) – „Nigdzie nie ma piękniejszego nieba”. Antologia współczesnej poezji serbskiej (Wydawnictwo IBiS)

## Prace naukowe i biografie

### Język polski

#### Pierwsze wydania
- Stanisław Bereś – Gajcy. W pierścieniu śmierci (Czarne)
- Władysław Bryła – Syn ziemian i rycerzy: studia o twórczości i języku Wincentego Pola (Wydawnictwo UMCS)[216]
- Tatiana Czerska (red.) – Przerabianie Żeromskiego (Wydawnictwo Chronicon)[217]
- Leszek Engelking – Nowe mity. Twórczość Jáchyma Topola (Wydawnictwo Uniwersytetu Łódzkiego)
- Agata Firlej – Nieobecność. Ujęcia Szoa w czeskiej dramaturgii (Wydawnictwo Naukowe Uniwersytetu im. Adama Mickiewicza w Poznaniu)
- Agnieszka Gajewska – Zagłada i gwiazdy. Przeszłość w prozie Stanisława Lema (Wydawnictwo Naukowe Uniwersytetu im. Adama Mickiewicza w Poznaniu)
- Barbara Gawryluk – Wanda Chotomska. Nie mam nic do ukrycia (Wydawnictwo Marginesy)
- Monika Grygiel – Gra wartości – aksjologiczna strategia prozy Vladimira Nabokova (Wydawnictwo KUL)
- Aleksander Kaczorowski – Hrabal. Słodka apokalipsa (Wydawnictwo Czarne)
- Piotr Krupiński – „Dlaczego gęsi krzyczały?”: zwierzęta i Zagłada w literaturze polskiej XX i XXI wieku (Instytut Badań Literackich Polskiej Akademii Nauk)[218]
- Arkadiusz Morawiec – Zofia Romanowiczowa. Pisarka nie tylko emigracyjna (Wydawnictwo Uniwersytetu Łódzkiego)
- Weronika Parfianowicz-Vertun – Europa Środkowa w tekstach i działaniach. Polskie i czeskie dyskusje (Wydawnictwo Uniwersytetu Warszawskiego)
- Karolina Pospiszil – Swojskość i utrata. Obrazy Górnego Śląska w literaturze polskiej i czeskiej po 1989 roku (Wydawnictwo Uniwersytetu Śląskiego)
- Karolina Prewęcka, Paweł Świętorecki – Uśmiech primadonny. Elżbieta Ryl-Górska, (Wydawnictwo Demart)
- Beata Śniecikowska – Haiku po polsku. Genologia w perspektywie transkulturowej (Wydawnictwo Naukowe Uniwersytetu Mikołaja Kopernika)
- Jacek Trznadel – Kalendarium Leśmianowskie. Życie i twórczość w układzie chronologicznym (Państwowy Instytut Wydawniczy)
- Monika Wąs – Dymny. Życie z diabłami i aniołami (Wydawnictwo Znak)

#### Tłumaczenia
- Franco Moretti – Wykresy, mapy, drzewa, przeł. Tomasz Bilczewski i Anna Kowalcze-Pawlik (Wydawnictwo Uniwersytetu Jagiellońskiego)

## Zmarli
- 1 stycznia – Fazu Alijewa, dagestańska pisarka narodowości awarskiej (ur. 1932)
- 5 stycznia
  - Elizabeth Swados, amerykańska pisarka (ur. 1951)
  - Maria Lipska, polska filolog (ur. 1928)
- 11 stycznia – Gunnel Vallquist, szwedzka pisarka, tłumaczka i krytyk literacki (ur. 1918)
- 13 stycznia – Vladimír Binar, czeski poeta, prozaik, tłumacz i literaturoznawca (ur. 1941)
- 18 stycznia – Michel Tournier, francuski prozaik (ur. 1924)
- 20 stycznia
  - Edmonde Charles-Roux, francuska pisarka (ur. 1920)
  - Paweł Smogorzewski, polski dziennikarz, krytyk literacki oraz tłumacz
  - George Weidenfeld, brytyjski wydawca (ur. 1919)
- 21 stycznia – Bogusław Kaczyński, polski publicysta, dziennikarz i krytyk muzyczny (ur. 1942)
- 26 stycznia – Krzysztof Krzak, polski poeta (ur. 1963)
- 28 stycznia – Aleš Debeljak, słoweński poeta, eseista i krytyk (ur. 1961)
- 31 stycznia – Maciej Sabat, polski badacz popkultury, tłumacz (ur. 1980)
- 1 lutego – Michał Jagiełło, polski pisarz, poeta, eseista i publicysta (ur. 1941)
- 2 lutego – Intizar Hussain(inne języki), pakistański pisarz (ur. 1923)
- 5 lutego – Bodil Malmsten, szwedzka pisarka (ur. 1944)
- 6 lutego – Petr Mikeš, czeski poeta i tłumacz (ur. 1948)
- 8 lutego
  - Nida Fazli, indyjski poeta (ur. 1938)
  - Margaret Forster, angielska pisarka i krytyk literacki (ur. 1938)
- 10 lutego – Jacek Głuski, polski dziennikarz i pisarz (ur. 1936)
- 12 lutego – Bergljot Hobæk Haff(inne języki), norweski powieściopisarz (ur. 1925)
- 17 lutego – Andrzej Żuławski, polski filmowiec i pisarz (ur. 1940)
- 18 lutego
  - Rosario Ferré, portorykańska pisarka, poetka i eseistka (ur. 1938)
  - Yūko Tsushima, japoński pisarz, eseista i krytyk (ur. 1947)
- 19 lutego
  - Umberto Eco, włoski pisarz, eseista i uczony (ur. 1932)
  - Harper Lee, amerykańska powieściopisarka (ur. 1926)
  - Janusz Szymański, polski pisarz i poeta (ur. 1940)
- 20 lutego – Michał Łabaszczuk, polski filolog
- 23 lutego – Natan Tenenbaum, polski satyryk, poeta i autor tekstów scenicznych (ur. 1940)
- 26 lutego – Karl Dedecius, niemiecki tłumacz i eseista (ur. 1921)
- 28 lutego – Adam Augustyn, polski prozaik (ur. 1936)
- 29 lutego – Louise Rennison, brytyjska pisarka (ur. 1951)
- 3 marca – Edward Kasperski, polski literaturoznawca (ur. 1942)
- 4 marca – Pat Conroy, amerykański pisarz (ur. 1945)
- 7 marca – Aleksander Minkowski, polski pisarz (ur. 1933)
- 9 marca – Maria Pawłowiczowa, polska filolog
- 10 marca
  - Anita Brookner, angielska pisarka (ur. 1928)
  - Jan Andrzej Nowak, polski tłumacz
- 12 marca – Elżbieta Olejniczak, polska filolog
- 15 marca – Andrzej Albigowski, polski publicysta
- 16 marca – Krystyna Krzemień-Ojak, polska tłumaczka literatury niemieckiej
- 18 marca – Edward Hołda, polski poeta, prozaik, reportażysta (ur. 1924)
- 23 marca – Aharon Megged, izraelski prozaik, dramaturg i publicysta (ur. 1920)
- 26 marca – Jim Harrison, amerykański pisarz (ur. 1937)
- 29 marca – Nił Hilewicz, białoruski poeta (ur. 1931)
- 31 marca – Imre Kertész, węgierski powieściopisarz, eseista i tłumacz, laureat Nagrody Nobla (ur. 1929)
- 2 kwietnia – Lars Gustafsson, szwedzki poeta, dramaturg, prozaik i eseista (ur. 1936)
- 5 kwietnia
  - E.M. Nathanson(inne języki), amerykański pisarz (ur. 1928)
  - Maria Podraza-Kwiatkowska, polska historyk literatury (ur. 1926)
- 9 kwietnia – Tony Conrad, amerykański awangardowy artysta, pedagog i pisarz (ur. 1940)
- 12 kwietnia
  - Chieko Akiyama, japońska pisarka
  - Arnold Wesker, brytyjski dramatopisarz (ur. 1932)
- 14 kwietnia – Darwyn Cooke, amerykański pisarz, rysownik komiksów (ur. 1962)
- 19 kwietnia – Arkadiusz Sann, polski poeta i prozaik (ur. 1959)
- 24 kwietnia – Mieczysław Rolnicki, polski pisarz emigracyjny (ur. 1925)
- 25 kwietnia – Martin Gray, polsko-francuski pisarz pochodzenia żydowskiego (ur. 1922)
- 28 kwietnia
  - Jenny Diski, angielska pisarka (ur. 1947)
  - Oktawiusz Jurewicz, polski filolog klasyczny (ur. 1926)
- 30 kwietnia – Michael Szporer, polsko-amerykański pisarz
- 1 maja – Salomea Kapuścińska, polska poetka (ur. 1940)
- 3 maja – Janusz Tazbir, polski historyk i eseista (ur. 1927)
- 7 maja – Michael S. Harper, amerykański poeta (ur. 1938)
- 10 maja – Ryszard Przybylski, polski eseista, tłumacz, historyk literatury polskiej i rosyjskiej (ur. 1928)
- 12 maja
  - Maria Czubaszek, polska pisarka i satyryk (ur. 1939)
  - Tomasz Jurasz, polski literat i historyk sztuki (ur. 1929)
- 17 maja – Helena Raszka, polska poetka (ur. 1930)
- 18 maja – Zenona Cieślak-Szymanik, polska poetka (ur. 1931)
- 22 maja – Adolf Born, czeski ilustrator (ur. 1930)
- 23 maja – Vera Henriksen, norweska pisarka (ur. 1927)
- 25 maja – Yang Jiang, chińska pisarka i tłumaczka (ur. 1911)
- 30 maja – Ellen Niit, estońska poetka, prozatorka i tłumaczka (ur. 1928)
- 3 czerwca – Bernard Gotfryd, amerykański pisarz (ur. 1924)
- 4 czerwca – Antti Hyry(inne języki), fiński prozaik (ur. 1931)
- 6 czerwca
  - Anna Mysłowska, polska tłumaczka literatury angielskojęzycznej
  - Peter Shaffer, angielski dramatopisarz i scenarzysta (ur. 1926)
- 7 czerwca – Marita Lindquist, fińska pisarka (ur. 1918)
- 12 czerwca
  - Halina Janaszek-Ivaničková, polska literaturoznawczyni, slawistka i eseistka (ur. 1931)
  - Cezary Wodziński, polski filozof, eseista i tłumacz (ur. 1959)
- 14 czerwca – Egon Richter, niemiecki pisarz (ur. 1932)
- 15 czerwca – Lois Duncan, amerykańska pisarka (ur. 1934)
- 18 czerwca – František Kautman, czeski poeta, prozaik i literaturoznawca (ur. 1927)
- 23 czerwca
  - Michael Herr, amerykański pisarz i korespondent wojenny (ur. 1940)
  - Jerzy Marian Pikul, polski poeta i prozaik (ur. 1946)
- 26 czerwca
  - Austin Clarke, kanadyjski pisarz (ur. 1934)
  - Jim Harrison, amerykański poeta i prozaik (ur. 1937)
  - Kavalam Narayana Panicker, indyjski dramaturg, reżyser teatralny i poeta (ur. 1928)
- 27 czerwca – Alvin Toffler, amerykański pisarz (ur. 1928)
- 29 czerwca – Elechi Amadi, nigeryjski powieściopisarz i dramaturg (ur. 1934)
- 30 czerwca – Geoffrey Hill(inne języki), angielski poeta i eseista (ur. 1932)
- 1 lipca
  - Yves Bonnefoy, francuski poeta, eseista i tłumacz (ur. 1923)
  - Ramchandra Chintaman Dhere(inne języki), indyjski pisarz (ur. 1930)
  - Ion Ianoși, rumuński pisarz i eseista
- 2 lipca
  - Caroline Aherne, brytyjska aktorka i pisarka (ur. 1963)
  - Robert Nye, angielski powieściopisarz, nowelista, poeta i dramaturg (ur. 1939)
  - Elie Wiesel, amerykański pisarz i publicysta pochodzenia żydowskiego (ur. 1928)
- 3 lipca – Markus Werner, niemieckojęzyczny prozaik szwajcarski (ur. 1944)
- 4 lipca – William Hawkins, kanadyjski muzyk i poeta (ur. 1940)
- 5 lipca
  - Bogusław Czajkowski, polski publicysta (ur. 1929)
  - Andrzej Grzyb, polski pisarz i poeta (ur. 1952)
  - Valentino Zeichen, włoski poeta (ur. 1938)
- 6 lipca – Andrzej Sawicki, polski tłumacz (ur. 1947)
- 7 lipca – Laura Mancinelli, włoska pisarka (ur. 1933)
- 13 lipca – Carolyn See, amerykańska pisarka (ur. 1934)
- 14 lipca – Péter Esterházy, węgierski powieściopisarz i eseista (ur. 1950)
- 20 lipca – Włodzimierz Odojewski, polski prozaik (ur. 1930)
- 25 lipca – Tim LaHaye, amerykański pisarz (ur. 1926)
- 27 lipca – James Alan McPherson, amerykański pisarz (ur. 1943)
- 28 lipca – Mahasweta Devi(inne języki), bengalska pisarka (ur. 1926)
- 30 lipca – Angelika Schrobsdorff(inne języki), niemiecka pisarka (ur. 1927)
- 31 lipca – Fazil Iskander, abchaski prozaik tworzący w języku rosyjskim (ur. 1929)
- 9 sierpnia – Wang Tuoh, tajwański pisarz (ur. 1944)
- 13 sierpnia
  - Françoise Mallet-Joris(inne języki), belgijska prozatorka, pisząca po francusku (ur. 1930)
  - Joyce Carol Thomas, amerykańska pisarka (ur. 1938)
- 14 sierpnia – Hermann Kant, niemiecki prozaik (ur. 1926)
- 20 sierpnia – Ignacio Padilla, meksykański pisarz, dziennikarz i eseista (ur. 1968)
- 22 sierpnia – Gilli Smyth, brytyjska poetka (ur. 1933)
- 24 sierpnia – Michel Butor, francuski pisarz (ur. 1926)
- 25 sierpnia – Jerzy Górzański, polski poeta, prozaik, felietonista (ur. 1938)
- 29 sierpnia – Jan Stanisław Kopczewski, polski publicysta i pisarz (ur. 1929)
- 4 września – Nowiełła Matwiejewa, rosyjska pieśniarka, pisarka, poetka, autorka sztuk teatralnych, literaturoznawczyni (ur. 1934)
- 12 września – Sándor Csoóri, węgierski pisarz (ur. 1930)
- 15 września – Zofia Korzeńska, polska poetka, krytyk literacki, eseistka, redaktorka (ur. 1931)
- 16 września – Edward Albee, amerykański dramaturg (ur. 1928)
- 17 września – Roman Iwanyczuk, ukraiński pisarz (ur. 1929)
- 18 września – David Kyle, amerykański pisarz s-f (ur. 1919)
- 19 września – Allister Sparks, południowoafrykański pisarz (ur. 1933)
- 25 września
  - Antoni Cybulski, polski poeta (ur. 1937)
  - Nahid Hattar, jordański pisarz (ur. 1960)
- 26 września – Henryk Mąka, polski pisarz (ur. 1930)
- 27 września
  - Zofia Jaremko-Pytowska, polska pisarka, krytyk literacki, tłumaczka
  - Alojzy Twardecki, polski tłumacz (ur. 1938)
- 28 września – Gloria Naylor, amerykańska pisarka (ur. 1950)
- 1 października – Joanna Ślósarska, polska literaturoznawczymi i poetka (ur. 1952)
- 3 października – Marek Dagnan, polski literat, poeta, prozaik (ur. 1937)
- 11 października – Lars Huldén(inne języki), fiński pisarz (ur. 1926)
- 13 października – Dario Fo, włoski dramaturg, laureat Nagrody Nobla (ur. 1926)
- 14 października – Brigit Pegeen Kelly, amerykańska poetka (ur. 1951)
- 15 października – Teodor Laço, albański pisarz (ur. 1936)
- 16 października – Włodzimierz Marczak, polski prozaik i poeta (ur. 1922)
- 22 października
  - Steve Dillon, brytyjski rysownik komiksowy (ur. 1962)
  - Sheri Tepper, amerykańska pisarka (ur. 1929)
- 23 października
  - Jack Chick, amerykański autor i wydawca komiksów religijnych (ur. 1924)
  - Tom Hayden, amerykański pisarz i polityk (ur. 1939)
- 29 października – Krystyna Kolińska, polska eseistka i prozaiczka (ur. 1923)
- 31 października – Natalie Babbitt, amerykańska pisarka i ilustratorka (ur. 1932)
- 7 listopada – Leonard Cohen, kanadyjski poeta, pisarz i piosenkarz (ur. 1934)
- 10 listopada – Francisco Nieva, hiszpański dramaturg (ur. 1924)
- 11 listopada
  - Ilse Aichinger, austriacka poetka i prozatorka (ur. 1921)
  - James McNeish, nowozelandzki pisarz (ur. 1931)
  - Bahri Myftari, albański pisarz, publicysta i tłumacz (ur. 1944)
- 16 listopada – Melvin Laird, amerykański pisarz i polityk (ur. 1922)
- 19 listopada – Krystyna Berwińska, polska pisarka i tłumacz (ur. 1919)
- 20 listopada – William Trevor, irlandzki powieściopisarz, dramaturg i nowelista (ur. 1928)
- 29 listopada – Joe Dever, brytyjski pisarz (ur. 1956)
- 4 grudnia
  - Gotlib, francuski twórca komiksów, wydawca (ur. 1934)
  - Ferreira Gullar(inne języki), brazylijski poeta, prozaik i tłumacz (ur. 1930)
  - Piotr Szymanowski, polski tłumacz literatury pięknej, romanista (ur. 1946)
- 5 grudnia – Jayaram Jayalalitha, indyjska aktorka, polityk, pisarka (ur. 1948)
- 10 grudnia – Robert Stiller, polski tłumacz, pisarz i językoznawca (ur. 1928)
- 12 grudnia
  - E.R. Braithwaite, gujański powieściopisarz (ur. 1912)
  - Jerzy Grundkowski, polski pisarz (ur. 1953)
  - Shirley Hazzard(inne języki), australijsko-amerykańska pisarka (ur. 1931)
- 18 grudnia – Thomas Warburton, fiński poeta, historyk literatury i tłumacz (ur. 1918)
- 20 grudnia – Toby Hemenway, amerykański pisarz (ur. 1952)
- 21 grudnia – Janusz Werstler, polski poeta i publicysta (ur. 1939)
- 22 grudnia – Tadeusz Chabrowski, polski poeta i prozaik (ur. 1934)
- 23 grudnia – Donata Eska, polska tłumaczka
- 24 grudnia – Richard Adams, angielski prozaik (ur. 1920)
- 25 grudnia – Maria Łopatkowa, polska pisarka (ur. 1927)
- 28 grudnia
  - Anthony Cronin, irlandzki poeta, powieściopisarz, krytyk literacki (ur. 1928)
  - Michel Déon, francuski powieściopisarz, dramaturg i eseista (ur. 1919)
- 29 grudnia – Jerzy Pomianowski, polski prozaik, eseista, krytyk i tłumacz (ur. 1921)
- 31 grudnia
  - Vytautas Bložė(inne języki), litewski poeta i tłumacz (ur. 1930)
  - Maciej Naglicki, polski poeta i literat

## Nagrody
- Angelus – nagroda translatorska – Joanna Kornaś-Warwas za przekład Księgi szeptów Varujana Vosganiana
- Austriacka Nagroda Narodowa (literatura europejska) – Andrzej Stasiuk
- Baileys Women’s Prize for Fiction – Lisa McInerney za Herezje chwalebne
- Bertolt-Brecht-Literaturpreis – Silke Scheuermann
- Nagroda Literacka im. Eichendorffa – Christian Lehnert(inne języki)
- Europejska Nagroda Literacka – Jaan Kaplinski
- Europejski Poeta Wolności – Ana Blandiana
- Griffin Poetry Prize – Adam Zagajewski
- Gwarancja Kultury (literatura) – Olga Tokarczuk za Księgi Jakubowe
- Hans-Fallada-Preis(inne języki) – Jonas Lüscher(inne języki)
- International IMPAC Dublin Literary Award – Akhil Sharma za Family Life
- Jean-Améry-Preis – Adam Zagajewski
- Kasseler Literaturpreis – Wolf Haas
- Magnesia Litera (książka roku) – Daniela Hodrová, Kręcone zdania (Točité věty)
- Międzynarodowa Nagroda Literacka im. Zbigniewa Herberta – Lars Gustafsson
- Międzynarodowa Nagroda Neustadt w dziedzinie literatury – Dubravka Ugrešić
- Międzynarodowa Nagroda Poetycka Balatonu – Julian Kornhauser
- Nagroda Bookera – Paul Beatty za The Sellout
- Nagroda Camõesa – Raduan Nassar(inne języki)
- Nagroda Cervantesa – Eduardo Mendoza
- Nagroda Conrada – Żanna Słoniowska za Dom z witrażem
- Nagroda Franza Kafki – Claudio Magris
- Nagroda Goncourtów – Leïla Slimani za książkę Kołysanka (Chanson douce)
- Nagroda im. Akutagawy – Yusho Takiguchi za Shinde inai Mono (死んでいない者), Yukiko Motoya za Irui Konin Tan i Sayaka Murata za Dziewczynę z konbini
- Nagroda im. Beaty Pawlak – Jarosław Mikołajewski za Wielki przypływ i Dariusz Rosiak za Ziarno i krew. Podróż śladami bliskowschodnich chrześcijan
- Nagroda im. Cypriana Kamila Norwida (literatura) – Uta Przyboś
- Nagroda im. Jana Długosza – Anna Machcewicz
- Nagroda im. Jaroslava Seiferta – Karel Šiktanc
- Nagroda im. Kazimierza Wyki – Edward Balcerzan
- Nagroda im. ks. Jana Twardowskiego – Adam Waga za tom poetycki Samosiew
- Nagroda im. Lecha Kaczyńskiego – Jarosław Marek Rymkiewicz
- Nagroda im. Leopolda Lucasa – Adam Zagajewski
- Nagroda im. Rodziny Wiłkomirskich – Dawid Jung i Marcin Królikowski
- Nagroda im. Ryszarda Kapuścińskiego za reportaż literacki – Paweł Piotr Reszka za tom reportaży Diabeł i tabliczka czekolad
- Nagroda im. Wisławy Szymborskiej – Jakub Kornhauser za książkę Drożdżownia oraz Uroš Zupan(inne języki) za tom Niespieszna żegluga ; nagrodzeni zostali też tłumacze wierszy Zupana: Katarina Šalamun-Biedrzycka i Miłosz Biedrzycki
- Nagroda Jiříego Ortena – Sára Vybíralová
- Nagroda Josefa Škvoreckiego – Zuzana Brabcová(inne języki) (pośmiertnie)
- Nagroda Karla Čapka – Petr Šabach
- Nagroda Kościelskich – Maciej Płaza za Skoruń
- Nagroda Literacka Europy Środkowej „Angelus” – Varujan Vosganian za powieść Księga szeptów
- Nagroda Literacka dla Autorki Gryfia – Anna Janko za Małą zagładę
- Nagroda Literacka Gdynia (kategoria esej) – Michał Książek za Drogę 816
- Nagroda Literacka Gdynia (kategoria poezja) – Barbara Klicka za tom nice
- Nagroda Literacka Gdynia (kategoria proza) – Maciej Płaza za zbiór opowiadań Skoruń
- Nagroda Literacka Gdynia (kategoria przekład na język polski) – Anna Wasilewska za tłumaczenie Rękopisu znalezionego w Saragossie Jana Potockiego
- Nagroda Literacka im. Franciszka Karpińskiego – Wiesław Myśliwski
- Nagroda Literacka im. Jerzego Żuławskiego – Paweł Majka za Niebiańskie pastwiska
- Nagroda Literacka im. Józefa Mackiewicza – Joanna Siedlecka za Biografie odtajnione. Z archiwów literackich bezpieki
- Nagroda Literacka im. Juliana Tuwima – Michał Głowiński
- Nagroda Literacka im. Witolda Gombrowicza – Maciej Hen i Weronika Murek[219]
- Nagroda Literacka miasta st. Warszawy w kategorii „Warszawski twórca” – Eustachy Rylski
- Nagroda Literacka miasta st. Warszawy w kategorii „Proza” – Anna Janko za książkę Mała zagłada
- Nagroda Literacka miasta st. Warszawy w kategorii „Poezja” – Piotr Matywiecki za tom Którędy na zawsze
- Nagroda Literacka miasta st. Warszawy w kategorii „Literatura dziecięca” – Justyna Bednarek i Daniel de Latour za książkę Niesamowite przygody dziesięciu skarpetek (czterech prawych i sześciu lewych)
- Nagroda Literacka miasta st. Warszawy w kategorii „Edycja warszawska” – Magdalena Kicińska za książkę Pani Stefa
- Nagroda Nike – Bronka Nowicka za Nakarmić kamień
- Nagroda Literacka Związku Pisarzy Polskich na Obczyźnie – Henryk Siewierski, Tomasz Łychowski i ks. Zdzisław Malczewski
  - Nagroda „Literatury na Świecie” (Mamut) – Ryszard Engelking
- Nagroda „Literatury na Świecie” (poezja) – Joanna Stadler za przekład „Bajek” Fedrusa
- Nagroda „Literatury na Świecie” (proza) – Jacek Giszczak za przekład „Zwierzeń jeżozwierza” Alaina Mabanckou
- Nagroda „Literatury na Świecie” (nowa twarz)
  - Robert Papieski za przekład „Lata a Baden” Leonida Cypkina
  - Jerzy Radziwiłowicz za przekład dramatów Moliera
  - Grzegorz Wasowski za przekład „Perypetii Alicji na Czarytorium” Lewisa Carrolla
- Nagroda „Literatury na Świecie” (nagroda im. Andrzeja Siemka) – Piotr Paziński za „Rzeczywistość poprzecieraną"
- Nagroda Nobla – Bob Dylan
- Nagroda „Nowych Książek” – Anna Janko za książkę Mała Zagłada
- Nagroda „Odry” – Małgorzata Szejnert
- Nagroda Polskiego PEN Clubu im. Jana Parandowskiego – Andrzej Wajda
- Nagroda Polskiego PEN Clubu im. Ksawerego i Mieczysława Pruszyńskich – Magdalena Grochowska
- Nagroda Prezydenta Miasta Gdańska za Twórczość Translatorską im. Tadeusza Boya-Żeleńskiego
- Nagroda Pulitzera (proza) – Viet Thanh Nguyen za The Sympatizer
- Nagroda Pulitzera (poezja) – Peter Balakian za Ozone Journal
- Nagroda Pulitzera (dramat) – Lin-Manuel Miranda za Hamilton
- Nagroda Renaudot – Yasmina Reza za powieść Babylone
- Nagroda Skrzydła Dedala – Marta Kwaśnicka za książkę Jadwiga oraz Renata Lis za książkę W lodach Prowansji. Bunin na wygnaniu
- Nagroda Toma Stopparda – Petr Holman
- Nagroda Transatlantyk – Constantin Geambașu
- Nagroda Václava Buriana w dziedzinie poezji – Milan Děžinský
- Nagroda Václava Buriana za wkład w dziedzinie kultury do dialogu środkowoeuropejskiego – Aleksander Kaczorowski
- Nagroda Wielkiego Kalibru – Jakub Szamałek za Czytanie z kości[220]
- Narodowa Nagroda Poety – Naum Korżawin
- Nagroda Młodych Dziennikarzy Stowarzyszenie Dziennikarzy Polskich – Dawid Jung za felietony o kulturze (eseistyka)
- Orfeusz – Nagroda Poetycka im. K.I. Gałczyńskiego – Jarosław Marek Rymkiewicz za tom Koniec lata w zdziczałym ogrodzie
- Orfeusz – Nagroda Poetycka im. K.I. Gałczyńskiego, Orfeusz Mazurski – Erwin Kruk za Nieobecność
- Paszport „Polityki” (literatura) – Łukasz Orbitowski
- Paul-Celan-Preis – Anne Birkenhauer
- PEN/Faulkner Award – James Hannaham za Delicious Foods
- Poznańska Nagroda Literacka – Erwin Kruk
- Premio FIL de Literatura en Lenguas Romances – Norman Manea
- Premio Nadal – Víctor del Árbol za książkę Wigilia niemal wszystkiego (La víspera de casi todo)
- Prix des Deux Magots – Pierre Adrian za La Piste Pasolini
- Prix Femina – Marcus Malte za	Le Garçon
- Prix Femina Essai – Ghislaine Dunant za Charlotte Delbo, la vie retrouvée
- Prix Mallarmé – Gérard Bayo
- Rosyjska Nagroda Bookera – Piotr Aleszkowski za Kriepost
- Tomas Tranströmerpriset – Sirkka Turkka
- T.S. Eliot Prize – Jacob Polley(inne języki) za Jacksel
- Wrocławska Nagroda Poetycka Silesius (za całokształt twórczości) – Julian Kornhauser
- Wrocławska Nagroda Poetycka Silesius (za debiut) – Aldona Kopkiewicz za tom Sierpień
- Wrocławska Nagroda Poetycka Silesius (za książkę roku) – Barbara Klicka za tom Nice